# Aulo Vitellio
Aulo Vitellio (Nuceria Alfaterna, ... – Roma?, 32) è stato un politico e senatore romano.
Aulo Vitellio, era uno dei quattro figli di Publio Vitellio il Vecchio, cavaliere di Augusto.
È stato consul suffectus nel luglio del 32. Svetonio racconta che morì durante il suo consolato che aveva cominciato con Domizio, il padre dell'imperatore Nerone. E che fu famoso per la magnificenza delle sue cene.
Era fratello di
- Lucio Vitellio il Vecchio, già governatore della Siria, console negli anni 34, 43, 47 e padre dell'imperatore Aulo Vitellio;
- Publio Vitellio il Giovane, senatore;
- Quinto Vitellio, allontanato dal senato durante la "pulizia" di senatori operata da Tiberio[2].